# Amatori Wasken Lodi 2024-2025
Questa voce raccoglie le informazioni riguardanti l'Amatori Wasken Lodi nelle competizioni ufficiali della stagione 2024-2025.

## Maglie e sponsor
Lo sponsor tecnico per la stagione 2024-2025 è Joma, mentre gli sponsor ufficiali sono Banco BPM, Institut Biochimique SA e Technogenetics.
| 1ª divisa | 2ª divisa | 1ª div. portiere | 2ª div. portiere |

## Organigramma societario
- Presidente: Gianni Blanchetti
- Direttore generale: Federico Mazzola
- Direttore sportivo: Danilo Campolungo
- Segretario: Giuseppe Colombo
- Addetto stampa: Massimo Stella

## Organico

### Giocatori
| N° | Naz.                  | Ruolo | Sportivo            |  |  |  |
| -- | --------------------- | ----- | ------------------- |  |  |  |
| 4  | Italia (bandiera)     | E     | Lorenzo Giovannetti |  |  |  |
| 5  | Italia (bandiera)     | E     | Alessandro Faccin   |  |  |  |
| 7  | Spagna (bandiera)     | E     | Pablo Nájera        |  |  |  |
| 9  | Portogallo (bandiera) | E     | Filipe Fernandes    |  |  |  |
| 12 | Argentina (bandiera)  | P     | Valentín Grimalt    |  |  |  |
| 44 | Italia (bandiera)     | E     | Davide Nadini       |  |  |  |
| 49 | Italia (bandiera)     | P     | Riccardo Porchera   |  |  |  |
| 63 | Italia (bandiera)     | E     | Morgan Antonioni    |  |  |  |
| 68 | Italia (bandiera)     | E     | Liam Bozzetto       |  |  |  |
| 77 | Italia (bandiera)     | E     | Francesco Compagno  |  |  |  |
| 54 | Italia (bandiera)     | E     | Andrea Fantozzi     |  |  |  |

### Staff tecnico
- Allenatore:  Pierluigi Bresciani
- Allenatore in seconda:  Dario Audia
- Preparatore atletico:  Gabriele Ganini
- Meccanico:  Claudio Vailati

## Mercato
| Acquisti | Acquisti           | Acquisti        | Acquisti |
| R.       | Nome               | da              |          |
| -------- | ------------------ | --------------- | -------- |
| E        | Francesco Compagno | Forte dei Marmi |          |

| Cessioni | Cessioni        | Cessioni | Cessioni |
| R.       | Nome            | a        |          |
| -------- | --------------- | -------- | -------- |
| E        | Andrea Fantozzi | Trissino |          |